# Orde van Kim Il-sung
De Orde van Kim Il-sung (Koreaans: 김일성훈장, Kim Il-sung Hunchang), is een onderscheiding van Noord-Korea, vernoemd naar Kim Il-sung, die het land van 1948 tot 1994 als dictator leidde.
Het lint van de onderscheiding is goudgeel. Op de baton is een gouden ster geplaatst.